# Pandora's Box (gruppo musicale)
Pandora's Box è stato un progetto musicale di genere rock creato nel 1989 dal compositore Jim Steinman con le cantanti Elaine Caswell, Gina Taylor e Deliria Wilde facenti parte della sua band Fire Inc ed Ellen Foley che aveva cantato in Bat Out of Hell di Meat Loaf, durato solo per il concept album Original Sin (trad. peccato originale).

## Storia
Il nome Pandora's Box deriva dal vaso di Pandora
Le canzoni furono scritte tutte da Steinman con l'aggiunta di 2 cover riarrangiate per l'occasione. Si partì da un budget di 150000 $ ma alla fine il disco venne a costarne 1 milione per il protrarsi delle sessioni di registrazioni dovuto alla meticolosità con cui Steinman ricercava un suono perfetto per il disco.
Steinman intendeva intraprendere un tour, con solo una cantante alla volta sul palco, mentre le altre avrebbero dovuto fare le coriste. Il disco, costruito su brani lunghi dal carattere epico e romantico,  viene considerato poco commerciale anche per il suo cantato vicino al recitato fu un clamoroso fallimento commerciale. Il tour non si realizzò e l'album non venne neanche stampato negli Stati Uniti.
Il disco ottenne successo solo in Sud Africa dove raggiunse il primo posto in classifica.
È stato valutato ottimamente dalla critica che lo considera il miglior lavoro dell'artista.
Sul disco appare la prima versione del brano It's All Coming Back to Me Now cantata da Elaine Caswell portato poi al successo da Céline Dion.

## Discografia
1989 - Original Sin - (Virgin CDV 2605)